# Västra Vemmenhög
Västra Vemmenhög är kyrkbyn på Söderslätt i Västra Vemmenhögs socken i  Skurups kommun. 1995 klassade SCB Västra Vemmenhög som en småort, men därefter har befolkningen inte kommit upp i 50 personer.

## Historia
Byn fick namnet från Wämunds högar. De egentliga Vemmenhögarna är de tre bronsåldershögar som ligger mitt på åkrarna, nära landsvägen. 

## Samhället
I Västra Vemmenhög ligger Västra Vemmenhögs kyrka. Strax utanför byn ligger Nils Holgerssongården. Vemmenhögs första skola, som byggdes 1822, är nu ett bostadshus.
I den tidigare skolan, som invigdes 1917 och lades ned 1971, finns här ett 1985 invigt skolmuseum som drivs av Stiftelsen Wämund med en utställning om Selma Lagerlöf, Nils Holgersson och skolan.

## Orten i litteraturen
Västra Vemmenhög är den plats varifrån Nils Holgersson påbörjar sin resa i boken Nils Holgerssons underbara resa genom Sverige av Selma Lagerlöf. 
I Västra Vemmenhög finns det fler sevärdheter med anknytning till Nils Holgersson. 

## Personer från byn
Konstnären Ola Larsson (1863-1939) var hemmansägare, kvarnägare och kommunalordförande i Västra Vemmenhög.

## Noter

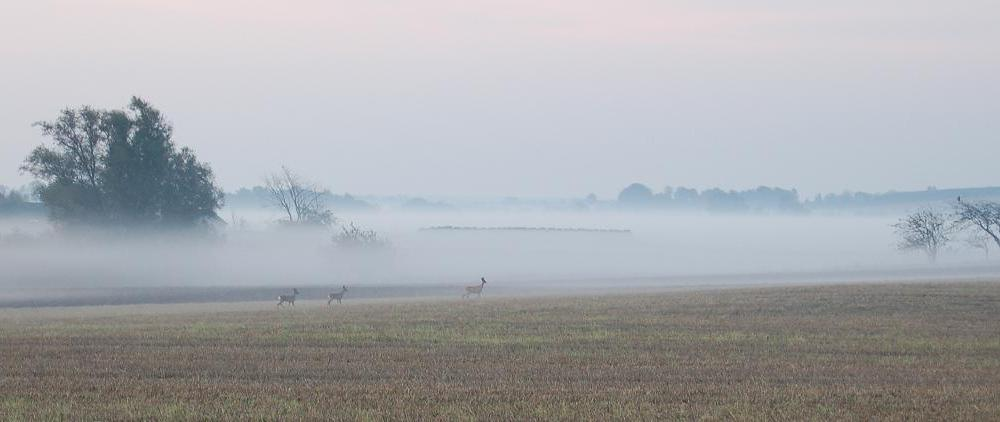
Landskap i trakten av Västra Vemmenhög